# Heinz Weise
Heinz Weise (* 30. Oktober 1934) ist ein ehemaliger deutscher Fußballtorwart. Für den SC Chemie/Hallescher FC Chemie bestritt er zwischen 1960 und 1967 47 Spiele in der DDR-Oberliga, der höchsten Spielklasse im DDR-Fußball.

## Sportliche Laufbahn
Als 1959 der SC Chemie Halle nach seinem Abstieg in der zweitklassigen DDR-Liga spielen musste, entwickelte sich der 25-jährige Heinz Weise mit 20 Punktspieleinsätzen in der 26 Spiele dauernden Saison zum Stammtorwart der Hallenser. Nachdem der SC Chemie die sofortige Rückkehr in die Oberliga geschafft hatte, blieb Weise auch 1960 mit dem Einsatz in allen 26 Punktspielen die Nummer eins im Hallenser Tor. In der kommenden Saison wurde der Fußballspielbetrieb in der DDR nach fünf Spielzeiten wieder auf den Sommer-Frühjahr-Rhythmus umgestellt. Dazu wurden vom Winter 1961 bis zum Frühjahr 1962 39 Punktspiele ausgetragen. Weise war erneut als Stammtorwart vorgesehen, brach sich aber schon nach dem ersten Punktspiel den Arm und fiel auch im letzten Drittel der Saison für mehrere Spiel aus, sodass er in dieser Mammutsaison nur neun Oberligaspiele bestreiten konnte. Er konnte auch im Pokalfinale nicht mitwirken, das der SC Chemie mit 3:1 über den SC Dynamo Berlin gewann. Für die Saison 1962/63 wurde Weise im offiziellen Aufgebot des SC Chemie nur noch als zweiter Torwart hinter dem fünf Jahre jüngeren Helmut Wilk aufgeführt. So kam Weise in dieser Spielzeit nur in neun Oberligaspielen zum Einsatz. 1963/64 bestritt Wilk alle 26 Punktspiele, Chemie Halle musste erneut absteigen. Auch in der DDR-Ligasaison 1964/65 gelang den Hallensern der umgehende Wiederaufstieg, Weise war daran mit elf Einsätzen bei 30 Punktspielen beteiligt. In der folgenden Oberligaspielzeit 1965/66 kam Weise weder am neuen Torwart Peter Nauert noch an Helmut Wilk vorbei. 1966/67, die Fußballsektion des SC Chemie war in den Halleschen FC Chemie umgewandelt worden, kam Weise gegen Ende der Saison zu zwei Oberligaeinsätzen, nachdem beide Stammtorhüter ausgefallen waren. Am 30. September 1967 stand Weise zum letzten Mal im Tor der Hallenser Oberligamannschaft. Das Heimspiel-2:2 gegen den FC Carl Zeiss Jena war sein einziger Oberligaeinsatz in der Saison 1967/68 und zugleich sein 47. Spiel in der DDR-Spitzenliga. Im Sommer 1968 nahm er 33-jährig Abschied vom Leistungssport.